# Kheti IV
Kheti IV (fl. XXII-XXI secolo a.C.) è stato un sovrano egizio della IX dinastia.

## Biografia
L'estrema scasità di fonti storicamente affidabili rende difficoltosa la conoscenza dei sovrani delle dinastie IX e X; solo il Canone Reale, peraltro frammentario, fornisce qualche dato a cui si affiancano alcuni riscontri archeologici.
La collocazione di questo sovrano, citato solamente dal Canone Reale, è quanto mai difficoltosa in quanto il nome ("Me[...]") potrebbe essere ricostruito anche in altre forme come Meribra o Merihor, nomi che compaiono su alcuni reperti attribuiti a sovrani della X dinastia.

## Liste Reali
|            | \| \| \| non citato \| \| \| |
|            |                              |
| non citato |                              |
|            |                              |

|            |
| non citato |
|            |

|            | \| \| \| non citato \| \| \| |
|            |                              |
| non citato |                              |
|            |                              |

|            |
| non citato |
|            |

| HASH | mr · r | HASH |

| HASH | mr · r | HASH |

| HASH | mr · r | HASH |

| HASH | mr · r | HASH |

| HASH | mr · r | HASH |

| HASH | mr · r | HASH |

| HASH | mr · r | HASH |

| HASH | mr · r | HASH |